# Federico Riu
Federico Riu Farré (Lleida, 14 maggio 1925 – Caracas, 9 dicembre 1985) è stato un filosofo venezuelano.
Riu è nato in Spagna dove ha lavorato fin da giovane come insegnante, nei piccoli centri della sua provincia. Emigrò in Venezuela nel 1947 ed è diventato un cittadino venezuelano nel 1954. A Caracas, Riu ha studiato filosofia presso l'Università Centrale del Venezuela e ha vinto una borsa di studio per studiare in Europa, dopo aver ricevuto il massimo dei voti nella sua classe. Andò all'Università di Friburgo, dove ha frequentato le lezioni di Martin Heidegger e di Eugen Fink. Ha insegnato filosofia presso l'Università Centrale del Venezuela nel 1956-1980.

## Pubblicazioni
- Ontología del siglo XX: Husserl, Hartmann, Heidegger y Sartre (Universidad Central de Venezuela: Caracas 1966).
- Historia y totalidad: el concepto de reificación en Lukács (Monte Ávila: Caracas 1968).
- Ensayos sobre Sartre (Monte Ávila: Caracas 1968).
- Tres fundamentaciones del marxismo (Monte Ávila: Caracas 1976). ISBN 978-980-01-1005-8
- Usos y abusos del concepto de alienación (Monte Ávila, Caracas 1981).
- Vida e historia de Ortega y Gasset (Monte Ávila: Caracas 1985). ISBN 978-980-01-0003-5
- Obras completas (Monte Ávila: Caracas 1997) ISBN 980-01-1005-4